# 20/20 (émission de télévision)
Pour les articles homonymes, voir 20/20.
20/20 est une émission d'information du réseau américain ABC.

## Historique
En juin 1978, Roone Arledge, nouveau directeur d'ABC News depuis 1977, décide de concurrencer le magazine d'information 60 Minutes de CBS (créé 10 ans plus tôt) avec sa propre émission intitulée 20/20 qu'il confie à Harold Hayes, éditeur du magazine Esquire et Robert Hughes, critique d'art au Time.

## Présentateurs
- 1978 : Harold Hayes
- 1978 : Robert Hughes
- 1978–1999 : Hugh Downs
- 1979–2004 : Barbara Walters
- 1998–2000 : Diane Sawyer
- 1998–2000 : Charles Gibson
- 1998–2000 : Sam Donaldson
- 1998–2002 : Connie Chung
- 2000–2001 : Jack Ford
- 2002–2003 : John Miller
- 2003–2009 : John Stossel
- depuis 2004 : Elizabeth Vargas
- depuis 2009 : Chris Cuomo